# 金恭陵
恭陵，是中国金朝第二代皇帝金太宗完颜晟的陵墓。
天会十三年（1135年）正月己巳，金太宗在上京明德宫去世。三月乙酉祔葬太祖的和陵。位于按出虎水（今阿什河）之源的胡凯山南坡（今黑龙江省阿城市老母猪顶子山）。皇统四年（1144年），改号恭陵。贞元三年（1155年）十一月戊申，改葬大房山（今北京市房山区），依然陵号思陵。明朝末年，因为后金反明，被明朝政府破坏。
现代文物部门勘探时发现，此陵已被盗，盗洞内发现了“皇”、“帝”等字样的残碑石。